# Trey Hollingsworth
Trey Hollingsworth (Clinton, 12 settembre 1983) è un politico statunitense, membro della Camera dei Rappresentanti per lo stato dell'Indiana dal 2017 al 2023.

## Biografia
Hollingsworth nacque a Clinton, in Tennessee nel 1983 e dopo la laurea fondò la Hollingsworth Capital Partners, specializzata nella ricostruzione e riattivazione di vecchie fabbriche.
Nel settembre 2015 si trasferisce a Jeffersonville, in Indiana e ad ottobre annuncia la sua candidatura alla Camera dei Rappresentanti nel nono distretto. Vince quindi le primarie repubblicane con il 34% dei voti, battendo tra gli altri il procuratore generale dell'Indiana Greg Zoeller. Nelle elezioni generali dell'8 novembre sconfigge la democratica Shelli Yoder con il 54% dei voti aggiudicandosi il seggio.
Ha programmato di ritirarsi dalla Camera dei rappresentanti  alla fine del 117º Congresso.